# Kanton Andolsheim
Kanton Andolsheim (fr. Canton d'Andolsheim) byl francouzský kanton v departementu Haut-Rhin v regionu Alsasko. Tvořilo ho 18 obcí. Zrušen byl po reformě kantonů 2014.

## Obce kantonu
- Andolsheim
- Artzenheim
- Baltzenheim
- Bischwihr
- Durrenentzen
- Fortschwihr
- Grussenheim
- Holtzwihr
- Horbourg-Wihr
- Houssen
- Jebsheim
- Kunheim
- Muntzenheim
- Riedwihr
- Sundhoffen
- Urschenheim
- Wickerschwihr
- Widensolen